# 彼得·佛斯
彼得·佛斯（Peter Macintosh Firth，1953年10月27日—）是英國的一位演員。他最著名的作品是在BBC One電視劇英國刑警組中飾演Sir Harry Pearce角色。他也出演過眾多電影。